# Raul Boesel
Raul Boesel (n. 4 decembrie 1957) este un pilot de curse auto brazilian care a evoluat în Campionatul Mondial de Formula 1 între anii 1982 și 1983.